# Караїми Галича
Караїми Галича — колишня караїмська колонія та громада, яка існувала у Галичі. Ймовірніше переселилися до Галича в середині XIII або XVI століття. Окремі караїми проживали в місті до XXI століття.
Нині існує Караїмська вулиця.

## Історія

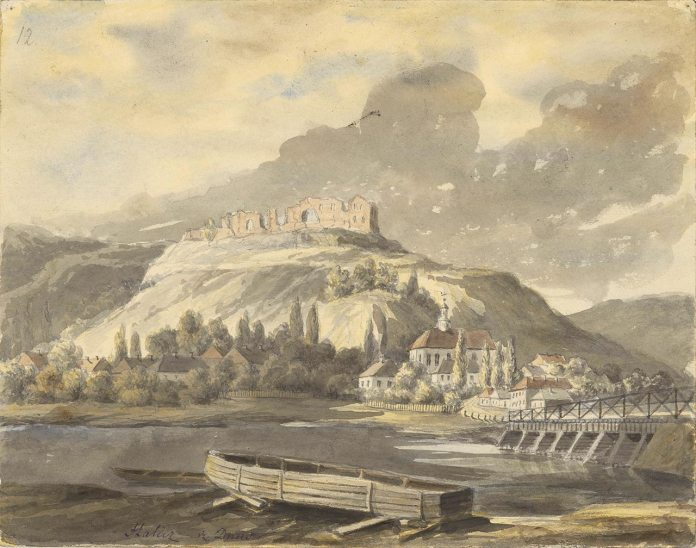
Галич, акварель Наполеона Орди, близько 1879 року

### Поява
Перша згадка про караїмів у Галичі не задокументована в історичних джерелах. На час появи інтересу до спільноти, у ХІХ столітті, історіографія мала три теорії походження галицьких караїмів. За першою, на початку XVI ст. караїми прибули на Галичину та Волинь з Османської імперії. За другою, їх переселив князь Вітовт. За третьою, 80 родин караїмів оселилися у Галичі 1246 року, після того, як король Данило у середині XIII століття уклав про це угоду з ханом Батиєм.
Дослідник-караїмознавець Богдан Януш 1912 року описував галицьку караїмську громаду як найстарішу, з якої зародилася львівська. Одним із доказів давності цієї спільноти у місті дослідник вважав розташування Караїмської вулиці у найстарішій частині міста біля Високого замку.

### Річ Посполита
Вперше в офіційних документах караїмська громада згадується в документах раннього Нового часу. 1578 року король Стефан Баторій надав галицьким караїмам локаційний привілей за давніми правами і звичаями. Цей акт караїми також вважали за основний і давали кожному королеві для підтвердження. Після поділу Польщі запропонували його й австрійській владі.
У 1640 році Галич відвідав єрусалимський караїмський кантор Давид Хазан і зафіксував те, що місцеві його співбрати не розуміли івриту, а спілкувалися тільки «татарською». Кантор повідомив литовську громаду про «здичіння галицьких караїмів»,і ті направили сюди братів Йосифа та Ісаю, які провели тут реформи.
Посада газзанів Галича передавалася в одній родині Га-Машбіра. Її засновник Йосиф походив із Деражні на Поділлі, який Галичі прославився своїм тлумаченням Псалмів. Після нього газзанами стали його сини Мойсей та Самуїл, його родичі: Мордехай, син Самуїла Мойсей, син Мордехая Ісая і син Мойсея Самуїл. На останньому у 1802 року вигасла лінія роду.
В люстрації королівщини 1747 року згадується у Галичі вулиця Караїмська, на якій проживало 19 караїмських родин. За підрахунками дослідників у Галичі проживало не більше двох-трьох сотень караїмів.

### Австро-Угорська імперія
За декретом від 28 серпня 1787 року, євреї Австрії повинні прийняти німецькі прізвища. При цьому галицькі караїми взяли пірізвища на слов'янський манір. Ця особливість відрізняла караїмів Галичини від їхніх співбратів з Волині, Литви і Криму, серед яких були поширені тюркські імена та прізвища. Найпоширенішими прізвищами галицьких караїмів були Новахович, Єшвович, Леонович, Зарахович, Іцкович, Мордкович, Сулимович, Шулимович, Абрагамович.
Після того, як газзанський рід Га-Машбіра обірвався, релігійним лідером галицької спільноти став Шалом без Захарія Захар'ясевич. Його учнем і наступником був відомий караїмський просвітитель Абрахам бен Леві-Леонович. Леві-Леонович співпрацював з австрійською владою та місцевими юдейською та християнською спільнотами. Він цікавився історією свого народу, мав зв'язки з караїмами Російської імперії.
Після семрті Абрахама газзаном у 1851—1867 роках став його син Йосиф Леонович (1794—1867). Йосиф теж був членом магістрату та займався наукою. Після подорожі до Відня та особистої зустрічі з імператором Францом Йосифом Йосиф набув значного авторитету у галицькому суспільстві. Саме завдяки Йосифу Леоновичу австрійські караїми від 1869 року хоч і були зобов'язані служити у війську, але лише у медичних частинах.
У 1867-1884 роках газзаном працював Йосиф Морткович. Він був поетом і перекладачем з івриту на караїмську. Наступними галицькими газзанами були у 1884—1898 росках — Йосиф Леонович, у 1898—1900 росках — Сімха Леонович, у 1900—1922 роках — Шалом Новахович. У 1896 році галицька караїмська громада налічувала 192 особи.
Перша світова війна підірвала потенціал караїмської спільноти. 1914 року росіянами було пограбовано кенасу і житла караїмів. У 1915 році почала лютувати холера, що привела до значної смертності. У 1916 році німецькі вояки, які тримали біля Галича лінію фронту, розібрали на пальний та будівельний матеріал більшу частину будинків, з кенеси залишилися тільки мури.

### Польща та Радянський союз

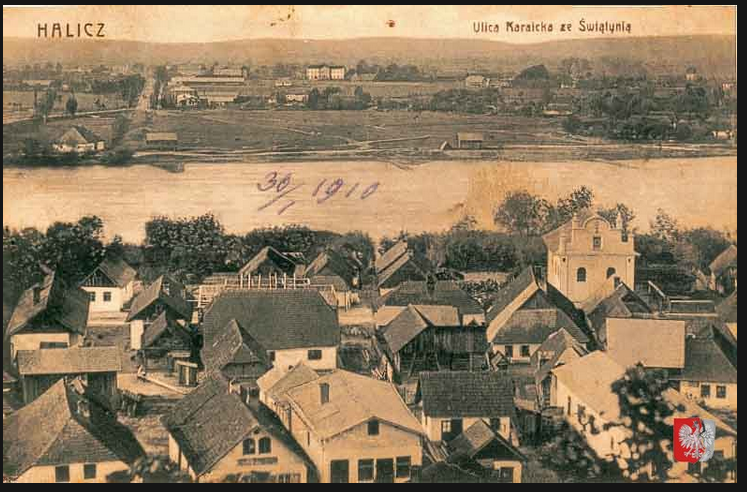
Вид на Караїмську вулицю, орієнтовно 1930-ті роки

Згідно офіційних даних, у 1919 році у Галичі жило приблизно 150 караїмів. У 1919 році повернулися мобілізовані чоловіки-караїми, які всі виявилися живими. Того ж року галицькі караїми обрали перше світське керівництво. У 1922—1934 роках галицьким газзаном став Ісаак бен Мозес Абрагамович.Тоді караїмській спільноті належала ділянка під кенесою, невеликий сад біля неї і 42 сотих орної землі у селі Залуква — значну частину потреб доводилося забезпечувати через збирання пожертв. 
Основу господарства караїмських сімей становило землеволодіння та сільське господарство, хоча багато караїмів працювало службовцями різних держустанов, а також адвокатами і робітниками на залізниці. Караїмська громада міжвоєнного Галича була невеликою — 145—150 осіб (близько 3% від всіх жителів Галича). Караїми все частіше одружувалися поза межами власної спільноти.
У 1923 році галицька караїмська громада єдина з усіх польських громад, яка відмовилася від входження до Караїмського релігійного союзу. Проте, лідер спільноти Захарії Новаховичу головувати на загальнокараїмській конференції у Вільні 30 лютого 1924 року. 1927 року галицькі караїми на чолі приєдналися до союзу і 11-12 червня приймали караїмський з'їзд у себе в місті.
У міжвоєнний період у Галичі працювала релігійна школа. Дітей навчав керівник громади газзан Ісаак Абрагамович, а також Мойсей Шулимович. У першій половині 1930-х рр. караїмська спільнота розробляла проєкт власного Народного дому.
На час радянської окупації Галича у 1939 році у місті було 112 караїмів у 30 родинах. Лідера караїмської спільноти Єшуа Леоновича було заарештовано і депортовано до Сибіру, у 1940 році помер газзан Марек (Мордехай) Леонович. Громаду очолив Мойсей Шулимович. Міжвоєнна політика деюдеїзації караїмів та укріплення їхньої тюркської ідентичності врятувалаїх від Голокосту.
Після Другої світової війни 24 караїми виїхали до Польщі за правом польських громадян. Ще 11 приєдналися до литовських караїмських громад.
У 1940-1950-х галицька громада караїмів мала 40-50 осіб. Подальна динаміка чисельності була негативною. Заборона релігійної активності для молоді спонукала перенести зійснення релігійних обрядів до приватних осель..

## Побут
Караїми Галича мали статус міщан. Головне заняття караїмів — торгівля та ремесла. Селилися прибульці разом, одружувалися переважно між своїми або з караїмами інших спільнот, щоб не асимілюватися. Місце обрали вздовж правого берега Дністра, поближче до пристані, куди прибували кораблі з товарами. З часом вулиця з торгівельними та ремісницькими караїмів отримала назву — Караїмської.

## Кенаса

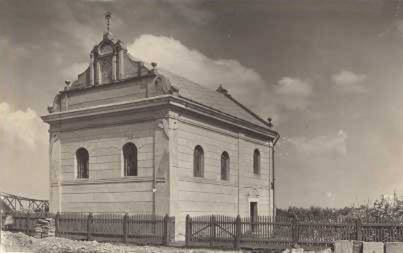
Галицька караїмська кенаса, 1930-ті роки

Галицькі караїми відправляли релігійні служби в кенасі. Перша галицька кенеса відома з XVI століття. У 1830 році стара галицька кенеса зазнає пошкоджень від пожежі. Тодійшній лідер галицьких караїмів Леві-Леонович очолив будівництво нової, яке завершилося 1836 року.
Від 1959 року відправи у кенасі були заборонені, а її перетворили на склади та майстерні. 1986 року кенасу знесли, бо вона «заважала» побудові єдиного у Галичі 9-поверхового будинку.
Вдалося врятувати речі кенаси. Діючий голова райвиконкому Іван Галущак попередив громаду про плани знесення будівлі. Більшість речей з кенаси наразі передано до караїмського музею при Національному заповіднику «Давній Галич». Чотириметровий вівтар громада передала до діючої Малої кенаси в Євпаторії.

## Караїмський цвинтар

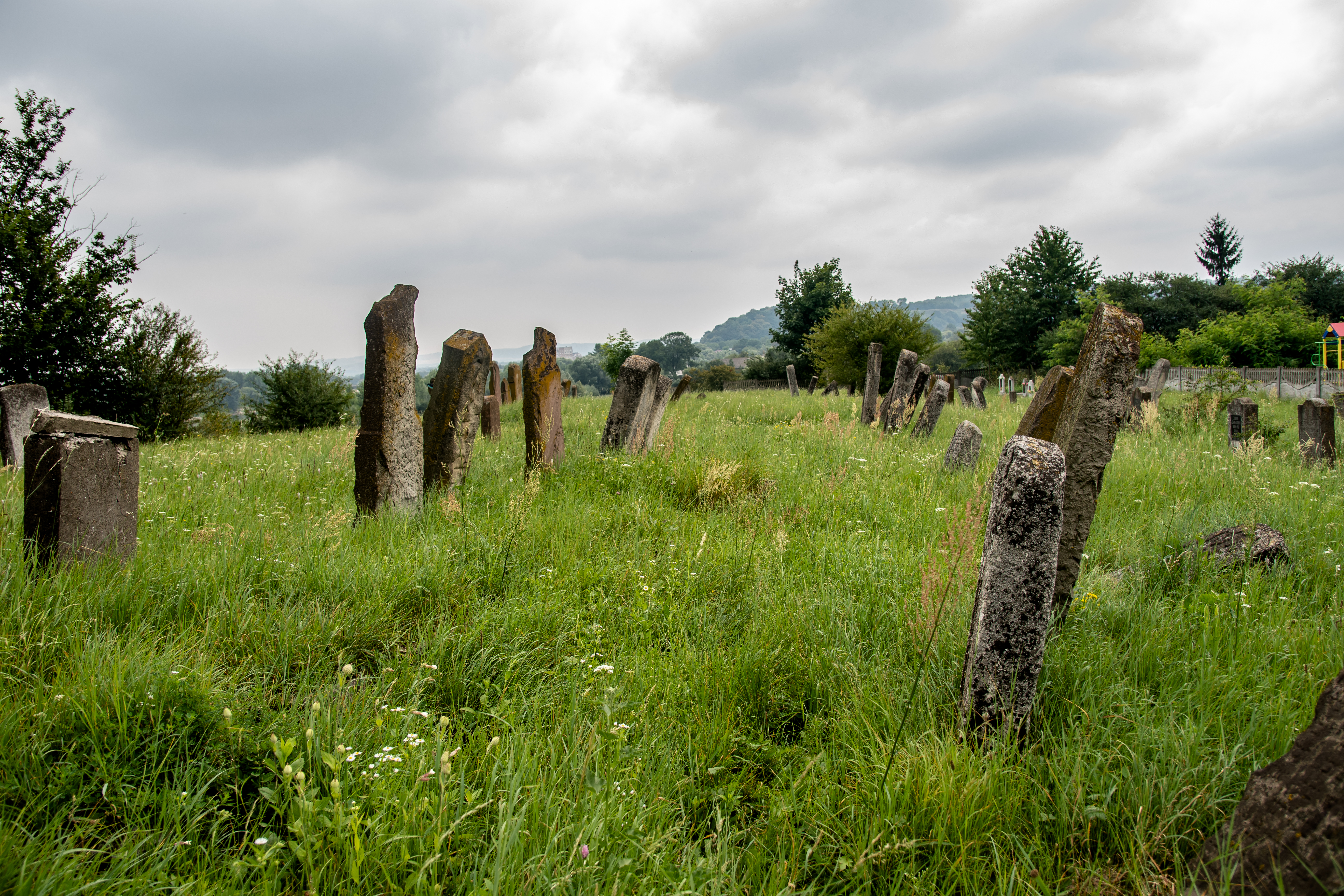
Караїмський цвинтар, Залуква, присілок Гробиська

Караїмська спільнота Галича мала свій цвинтар. У 1997—2000 роках були проведені дослідження цвинтаря, відчищено епітафії, перемальовані тексти й зображення, зроблено переклади. На основі дослідження вийшов унікальний каталог караїмського кладовища — понад 200 надгробків.
Галицьке караїмське кладовище розміщене на правобережжі Дністра, неподалік влиття притоки річки Лукви. Загальна площа караїмського кладовища — 0,4 га. Сучасні його розміри: довжина — 77 м, ширина в західній частині — 47 м, у східній — бл. 27 м. З півночі цвинтар упирається у старицю Дністра, з півдня — в зруйноване єврейське кладовище. Зі сходу та заходу до кладовища прилягають присадибні ділянки з житловими та господарськими будівлями.
Найстаріші пам'ятники цвинтаря датуються сер. XVIII століття. Станом на 2000 рік на обліку дослідників перебувало 219 караїмських поховань. Збережено 50 старих кам'яних надгробків. Пам'ятники розташовані рядами, які тягнуться зі сходу на захід. Лицева сторона пам'ятників орієнтована на північ. Зустрічаються чотири типи надмогильних пам'ятників: кам'яна стела, кам'яна стела на горизонтальному бетонному підмурку, бетонна стела на горизонтальному бетонному підмурку, горизонтальна бетонна плита. На епітафіях викарбувані караїмські символи — корона Тори, поламані дерева, глечики, дві долоні — благословення газана, шестикутна зірка Давида, олені, семисвічники, леви. Деякі обрамлені рослинним орнаментом.

## Музей караїмської історії та культури

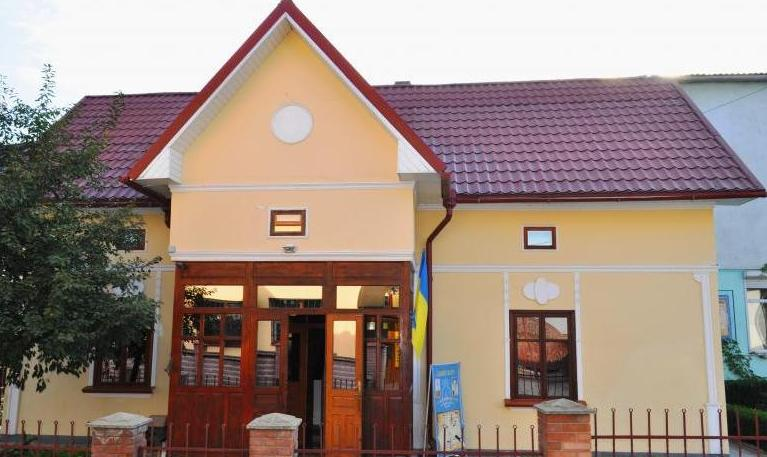
Музей караїмської історії і культури

2004 року, за рік після смерті головної ініціаторки Яніни Єшвович, в Галичі засновано Музей караїмської історії та культури, який став філією державного заповідника «Давній Галич». Експозиція розміщена в трьох залах та презентує релігійні та культурні традиції караїмської спільноти Галича.
У першій музейній залі можна ознайомитися із культовими та обрядовими речами караїмської спільноти Галича. Тут присутні релігійні книги, інвентар кенаси, молитовний шарф газзана, його печатку та штемпель кенаси, пам'ятна книга з кенаси, в якій записували свої враження гості галицької громади від 1926 року.
Другий зал висвітлює історію караїмської спільноти у XX ст. У ньому розміщені пам'ятки професійної активності караїмів, свідоцтва про народження, про шлюб, шкільні свідоцтва, посвідчення та інші особисті документи. У залі розміщені речі, що безпосередньо пов'язані з караїмськими обрядами.
Експозиція третього залу висвітлює розселення караїмів по цілому світу, їх чисельність та стан караїмської громади в цілому.